# James Frederick McLeod Prinsep
James Frederick McLeod Prinsep (27 luglio 1861 – 1895) è stato un calciatore britannico, di ruolo terzino.

## Carriera
La sua unica presenza con la Nazionale di calcio dell'Inghilterra, fatta registrare il 5 aprile 1879 all'età di 17 anni e 252 giorni in Inghilterra-Scozia (5-4), gli ha permesso di stabilire il record di calciatore più giovane a vestire la maglia dei tre leoni. Tale record è caduto 124 anni dopo, quando Wayne Rooney ha esordito con l'Inghilterra all'età di 17 anni e 111 giorni, nella partita contro l'Australia giocata il 12 febbraio 2003.
A quel tempo vestiva la maglia del Clapham Rovers, con cui ha stabilito anche il record di precocità di esordio in FA Cup, la più antica manifestazione calcistica. Questo record è rimasto imbattuto per oltre un secolo.

## Statistiche

### Cronologia presenze e reti in Nazionale
| Cronologia completa delle presenze e delle reti in nazionale ― Inghilterra | Cronologia completa delle presenze e delle reti in nazionale ― Inghilterra | Cronologia completa delle presenze e delle reti in nazionale ― Inghilterra | Cronologia completa delle presenze e delle reti in nazionale ― Inghilterra | Cronologia completa delle presenze e delle reti in nazionale ― Inghilterra | Cronologia completa delle presenze e delle reti in nazionale ― Inghilterra | Cronologia completa delle presenze e delle reti in nazionale ― Inghilterra | Cronologia completa delle presenze e delle reti in nazionale ― Inghilterra |
| Data                                                                       | Città                                                                      | In casa                                                                    | Risultato                                                                  | Ospiti                                                                     | Competizione                                                               | Reti                                                                       | Note                                                                       |
| -------------------------------------------------------------------------- | -------------------------------------------------------------------------- | -------------------------------------------------------------------------- | -------------------------------------------------------------------------- | -------------------------------------------------------------------------- | -------------------------------------------------------------------------- | -------------------------------------------------------------------------- | -------------------------------------------------------------------------- |
| 5-4-1879                                                                   | Londra                                                                     | Inghilterra                                                                | 5 – 4                                                                      | Scozia                                                                     | Amichevole                                                                 | -                                                                          |                                                                            |
| Totale                                                                     |                                                                            | Presenze                                                                   | 1                                                                          |                                                                            | Reti                                                                       | 0                                                                          |                                                                            |

## Palmarès

### Club

#### Competizioni nazionali
- Coppa d'Inghilterra: 1

Old Carthusians: 1880-1881